# Акимов, Рамозан Акимович
Рамозан Акимович Акимов (каз. Рамозан Әкімов, 1881 год, Уральская область, Российская империя — 1971, Жалпактал, Западно-Казахстанская область, Казахская ССР, СССР) — табунщик, Герой Социалистического Труда (1948).

## Биография
Родился в 1881 году в Уральской области, Российская империя. С раннего детства работал табунщиком. В 1933 году вступил в колхоз имени газеты «Правда», где стал работать табунщиком. В 1961 году вышел на пенсию.
В 1947 году Рамазан Акимов вырастил 50 жеребят от 50 конематок. В результате трудовой деятельности Рамазана Акимова с 1946 года по 1948 год поголовье лошадей в колхозе имени газеты «Правды» увеличилось с 293 голов до 580 голов. За этот доблестный труд он был удостоен в 1948 году звания Героя Социалистического Труда.

## Награды
- Герой Социалистического Труда — Указом Президиума Верховного Совета от 21 июля 1948 года.
- Орден Ленина (1948).